# Верхнє-Ольхівська волость
Верхнє-Ольхівська волость — історична адміністративно-територіальна одиниця Донецького округу Області Війська Донського з центром у слободі Верхнє-Вільхова.
Станом на 1873 рік складалася зі слободи та 2 селищ. Населення — 2596 осіб (1297 чоловічої статі та 1299 — жіночої), 368 дворових господарств і 57 окремих будинків.
Найбільші поселення волості:
- Верхнє-Вільхова — слобода над річкою Вільхова за 100 верст від окружної станиці та 22 верст від Ольховорозької поштової станції, 1776 осіб, 244 дворових господарств та 39 окремих будинків, у господарствах налічувалось 97 плугів, 185 коней, 387 пар волів, 2520 овець;
- Верхнє-Калинівське — селище над річкою Вільхова за 120 верст від окружної станиці та 22 верст від Ольховорозької поштової станції, 318 осіб, 44 дворових господарств та 7 окремих будинків, у господарствах налічувалось 26 плугів, 25 коней, 102 пар волів, 625 овець;
- Київське — селище над річкою Велика за 129 верст від окружної станиці та 12 верст від Шалаївської поштової станції, 502 особи, 80 дворових господарств та 11 окремих будинків, у господарствах налічувалось 29 плугів, 98 коней, 115 пар волів, 745 овець.

Старшинами волості були:
- 1904 року — селянин Ілля Федорович Сисоєнков[2];
- 1907 року — селянин Павло Єгорович Понедєлков[3].
- 1912 року — М. П. Колесников[4].